# سيداما كوفي
نادي سيداما كوفي الرياضي أو نادي سيداما بونا الرياضي (بالأمهرية: ሲዳማ ቡና ስፖርት ክለብ)‏ هو نادي كرة قدم محترف مقره في بلدية سيداما بإثيوبيا. يلعب النادي في الدوري الإثيوبي الممتاز، القسم الأول لكرة القدم الإثيوبية.